# Trey Jemison

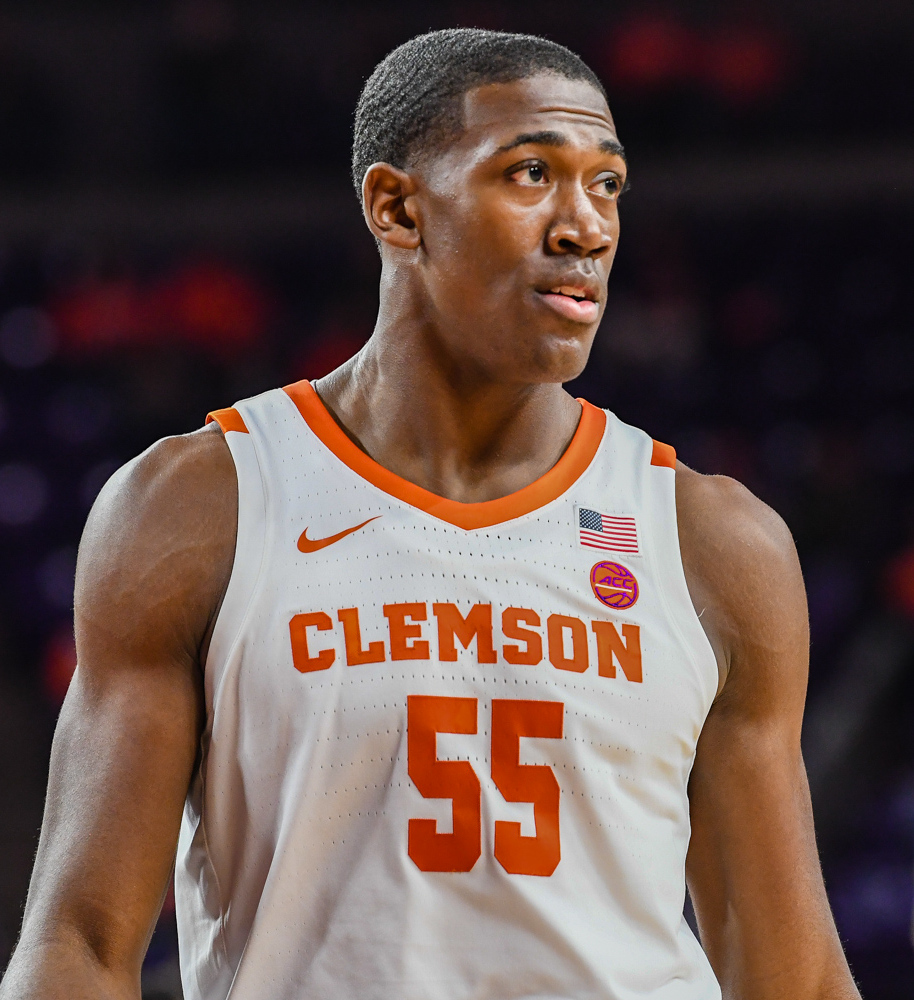
Trey Jemison, 2019.

Richard Lee "Trey" Jemison III, född 28 november 1999 i Birmingham i Alabama, är en amerikansk professionell basketspelare (C) som spelar för Los Angeles Lakers i National Basketball Association (NBA). Han har tidigare spelat för Washington Wizards, Memphis Grizzlies och New Orleans Pelicans.
Jemison blev aldrig NBA-draftad.
Innan han blev proffs studerade Jemison först på Clemson University och spelade för deras idrottsförening Clemson Tigers. Han blev senare överförd till University of Alabama at Birmingham för spel i UAB Blazers.